# Sunblock
Le Sunblock sono stati un gruppo musicale dance originario della Svezia, formatosi nel 2005.
Il gruppo era composto dalle ballerine e cantanti Oksana Andersson, Rebecca Simonsson e Pernilla Lundberg, mentre la parte musicale è curata da Magnus Nordin e Martin Pihl.

## Carriera
Hanno debuttato nel 2006 con il singolo I'll Be Ready, cover in chiave dance della sigla ufficiale del celebre telefilm Baywatch, che ha raggiunto la quarta posizione della classifica dei singoli britannica ed è entrata nelle classifiche di Austria, Paesi Bassi, Belgio, Svezia, Danimarca e Australia. Il singolo è stato pubblicato per l'etichetta discografica "Manifesto".
Sempre nello stesso anno è stata pubblicata come singolo un'altra cover in versione dance del brano First Time di Robin Beck, usata negli anni ottanta come colonna sonora degli spot televisivi della Coca-Cola. La versione delle Sunblock ha raggiunto la sesta posizione della classifica finlandese, entrando anche in quelle di Svezia e Paesi Bassi.
Questi due singoli facevano parte del primo album del gruppo, intitolato I'll Be Ready: The Album.
Successivamente, nel 2007, hanno pubblicato come singolo una cover della celebre canzone dei Corona Baby Baby cantata insieme a Sandy Chambers, che interpretò anche la versione originale del brano. Anche questo singolo si rivelò un successo entrando nelle classifiche di Regno Unito, Finlandia, Svezia e Paesi Bassi.
Nonostante il discreto successo che le loro pubblicazioni hanno riscosso in Europa, attualmente risultano assenti dalle scene musicali dalla pubblicazione del terzo singolo.

## Discografia

### Album
- 2006 - I'll Be Ready: The Album

### Singoli
- 2006 - I'll Be Ready
- 2006 - First Time
- 2007 - Baby Baby (feat. Sandy Chambers)